# Мамут Спринг (Арканзас)
Мамут Спринг (енгл. Mammoth Spring) град је у америчкој савезној држави Арканзас.

## Демографија
По попису из 2010. године број становника је 977, што је 170 (-14,8%) становника мање него 2000. године.
| Група             | 2000.         | 2010.       |
| Белци             | 1.099 (95,8%) | 938 (96,0%) |
| Афроамериканци    | 12 (1,0%)     | 9 (0,9%)    |
| Азијати           | 1 (0,1%)      | 4 (0,4%)    |
| Хиспаноамериканци | 0 (0,0%)      | 6 (0,6%)    |
| Укупно            | 1.147         | 977         |